# Tschappina
Tschappina (rétorománsky Tschupegna) je obec ve švýcarském kantonu Graubünden, okresu Viamala. Nachází se na náhorní planině nad údolím Zadního Rýna, asi 22 kilometrů jihozápadně od kantonálního hlavního města Churu, v nadmořské výšce 1 500 metrů. Má okolo 130 obyvatel.

## Geografie

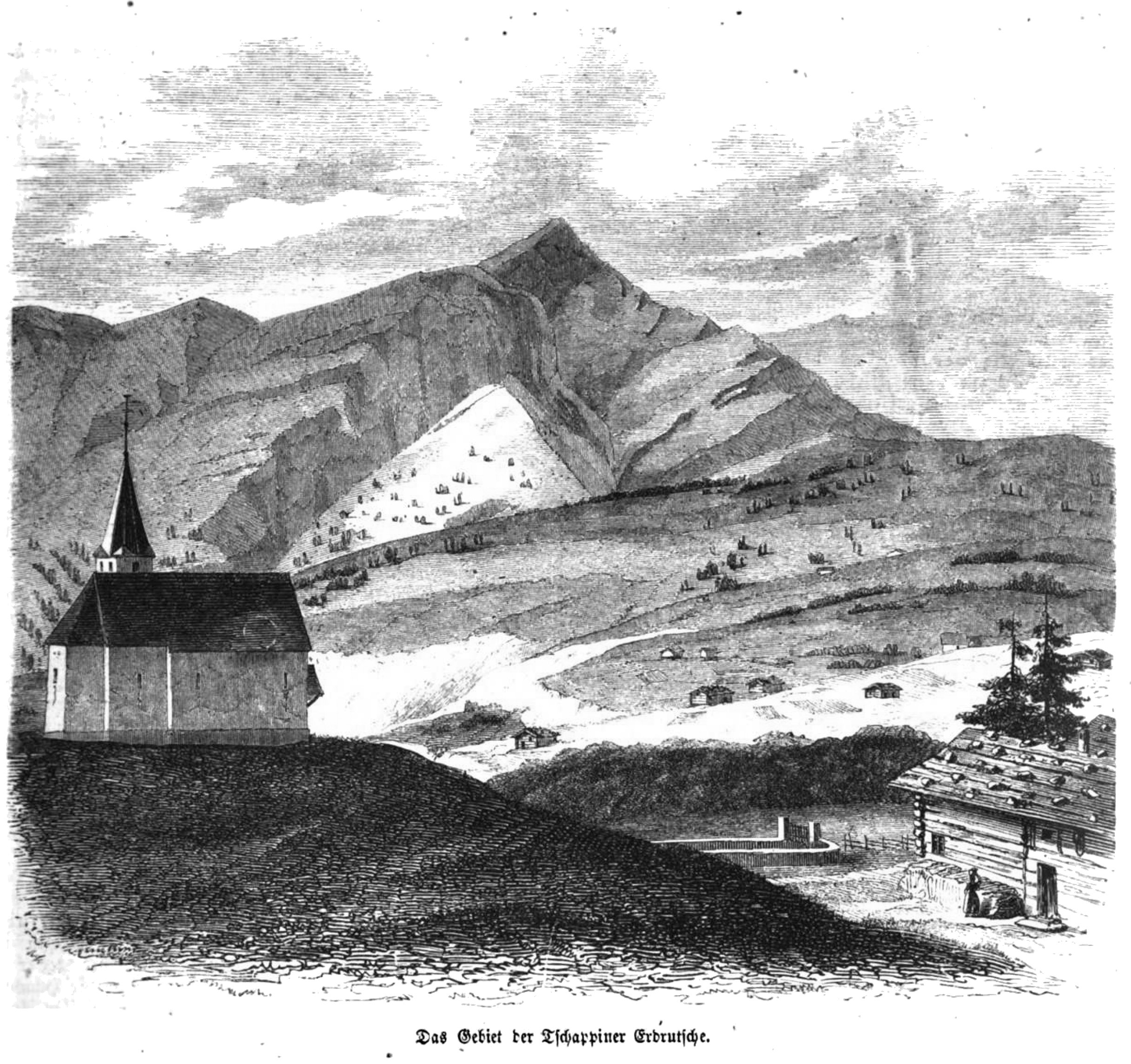
Historické vyobrazení obce (1857)

Tschappina leží na úpatí hory Piz Beverin a je výchozím bodem stezky pro mezky přes Glaspass do údolí Safiental. Tschappina je značně roztroušená obec. Dělí se na místní části Untertschappina (1 400 m n. m.), Obertschappina (1 580 m n. m.) a tři osady Obergmeind (1 810 m n. m.), Ausserglas (1 846 m n. m.) a Innerglas (1 820 m n. m.). V Obergmeindu se nachází malý, před lavinami chráněný lyžařský areál se třemi vleky. V létě je možné se z Tschappiny vydat na četné pěší túry a horské túry. Jižně nad obcí leží opuštěná osada Masügg.
Tschappina je jednou z jedenácti obcí Naturparku Beverin.

## Historie
Obec je poprvé zmiňována roku 1396 ve slovním spojení in Schipinen. Ve 14. století osídlili tuto oblast německy mluvící Walserové, pravděpodobně z podnětu pánů z Rhäzünsu. Oblast předtím hojně využívali pouze Římané z Heinzenbergu, především ze Safienu, což vedlo k četným hraničním sporům s níže položenými obcemi. V roce 1512 se jako významný vlastník půdy objevuje klášter Cazis. Církevně patřila obec od roku 1505 k Porteinu. V roce 1459 je zmiňována kaple svatého Jodera (Theodora). Reformace byla zavedena po roce 1525, od první poloviny 16. století byla Tschappina samostatnou farností. Poslední biskupská práva byla vykoupena v roce 1709. Úzký kontakt s údolím Safiental byl zajištěn přes průsmyk Glaspass.
V důsledku silné eroze v oblasti říčky Nolla bylo opuštěno mnoho zemědělských usedlostí. Silnice do Thusis byla postavena v letech 1900–01. Ještě v roce 2005 poskytoval primární sektor 76 % pracovních míst (chov dobytka); od roku 1958 poskytují v zimě další příjmy tři lyžařské vleky.

## Obyvatelstvo

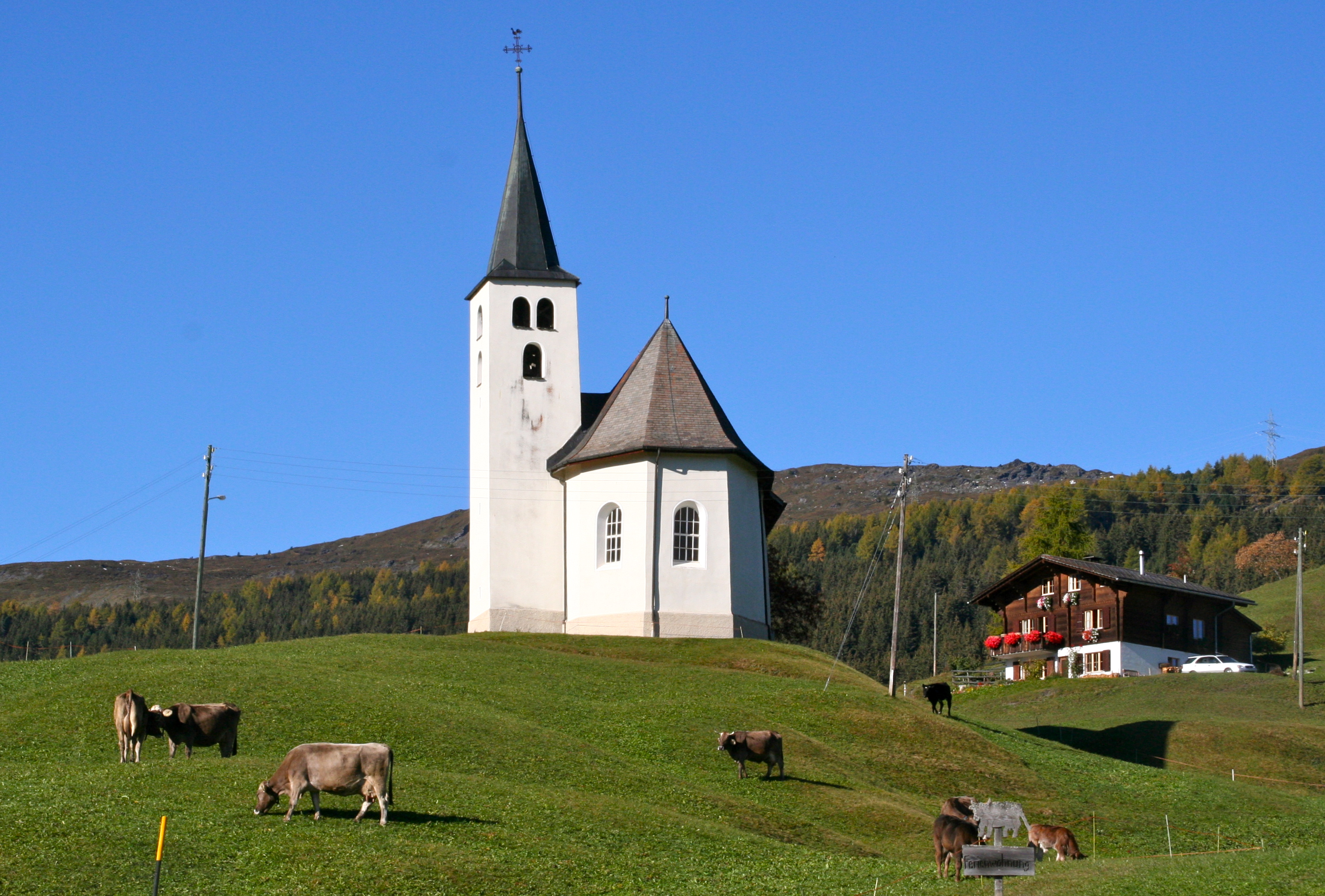
Reformovaný kostel v Tschappině

| Vývoj počtu obyvatel | Vývoj počtu obyvatel | Vývoj počtu obyvatel | Vývoj počtu obyvatel | Vývoj počtu obyvatel | Vývoj počtu obyvatel | Vývoj počtu obyvatel | Vývoj počtu obyvatel | Vývoj počtu obyvatel | Vývoj počtu obyvatel | Vývoj počtu obyvatel | Vývoj počtu obyvatel | Vývoj počtu obyvatel | Vývoj počtu obyvatel |
| -------------------- | -------------------- | -------------------- | -------------------- | -------------------- | -------------------- | -------------------- | -------------------- | -------------------- | -------------------- | -------------------- | -------------------- | -------------------- | -------------------- |
| Rok                  | 1803                 | 1850                 | 1900                 | 1950                 | 1980                 | 1990                 | 2000                 | 2005                 | 2010                 | 2012                 | 2014                 | 2020                 |                      |
| Počet obyvatel       | 330                  | 251                  | 209                  | 209                  | 156                  | 140                  | 151                  | 160                  | 141                  | 137                  | 128                  | 134                  |                      |

Vzhledem k odlehlosti a špatnému dopravnímu spojení počet obyvatel obce v průběhu 20. století postupně klesl na zhruba sto. Díky přistěhovalectví z měst po roce 2000 však opět mírně roste.

### Jazyky
Původně mluvili všichni obyvatelé oblasti jazykem sutselvisch, místním dialektem rétorománštiny. Obec však patří již od pozdního středověku k německy mluvícím obcím kantonu Graubünden. To také potvrzuje následující tabulka:
| Jazyky v Tschappině |                   |                   |                   |                   |                   |                   |
| Jazyk               | Sčítání lidu 1980 | Sčítání lidu 1980 | Sčítání lidu 1990 | Sčítání lidu 1990 | Sčítání lidu 2000 | Sčítání lidu 2000 |
| Jazyk               | Počet             | Podíl             | Počet             | Podíl             | Počet             | Podíl             |
| Němčina             | 151               | 96,79 %           | 138               | 98,57 %           | 148               | 98,01 %           |
| Rétorománština      | 3                 | 1,92 %            | 2                 | 1,43 %            | 2                 | 1,32 %            |
| Počet obyvatel      | 156               | 100 %             | 140               | 100 %             | 151               | 100 %             |

## Doprava
Jediné dopravní spojení do obce představuje okresní silnice, vedoucí z Thusis přes Masein, Flerden a Urmein do Tschappiny, kde končí.